# Sébastien Davis
Sébastien Davis, né le 29 mars 1976 à Paris, est un metteur en scène de théâtre franco-américain.

## Biographie
Diplômé en 2007 de la première promotion de metteurs en scène de l'ENSATT sous la direction d'Anatoli Vassiliev, il a commencé sa carrière en réalisant sa première mise en scène, Thyeste de Sénèque, sous l'aile d'Ariane Mnouchkine au Théâtre du Soleil.
Au cours de sa carrière, il a collaboré avec de nombreuses compagnies, notamment dans le domaine du jeune public, du théâtre musical et du concert. Il a été invité par Jean-Pierre Siméon à réaliser des déambulations poétiques et musicales au sein du Musée d’Orsay. En Suisse, il a créé au Teatro Dimitri un spectacle inspiré de l’œuvre de Jostein Gaarder. À l’Opéra de Lyon, il a mis en scène "Heureusement qu'on ne meurt pas d'amour" avec Anne Girouard et l’Ensemble Agora, d’après l'Arlésienne de Georges Bizet et d’Alphonse Daudet.
Il collabore régulièrement avec Cyril Cotinaut, avec qui il a monté Timon d’Athènes de William Shakespeare et Le Casque et l’Enclume, une création inspirée des événements de Mai 68. Il a suivi depuis ses débuts le groupe musical Chet Nuneta dont il a mis en scène les concerts et réalisé plusieurs vidéo-clips.
En septembre 2020, à l’invitation de Ludivine Sagnier, il est devenu le directeur pédagogique de la Section Acteur de l’École Kourtrajmé,.
Sa mise en scène du Consentement,, d'après le livre éponyme de Vanessa Springora, sera nommé aux Molières 2024 dans la catégorie Seul.e en Scène.

## Metteur en scène
- 2002: Thyeste 1947, d'après Sénèque, Théâtre du Soleil[14]
- 2003: Printemps des Poètes au Musée d'Orsay, première édition, Musée d'Orsay
- 2004: Printemps de Poètes au Musée d'Orsay, seconde édition, Musée d'Orsay[15]
- 2004: Printemps des Musées, visite surréaliste, Pavillon des Sessions
- 2009: Bons Cailloux de Crocassie, de et avec Solen Imbeaud et Benjamin Ramòn, Jeunesses Musicales de France[16]
- 2009: L'École des Bouffons, de Michel de Ghelderode, avec Cyril Cotinaut, Théâtre 13[17],[18]
- 2010: Conversations, avec Pédro Kouyaté, Jeunesses Musicales de France[19]
- 2012: Roméo & Leïla, de et avec Ghalia Benali, Festival Parole d'Hommes, Herve[20]
- 2012: Le Voyage de Mehmet, avec Maria Robin et Shadi Fathi, Jeunesses Musicales de France[21]
- 2013: Antoinette la Poule Savante, d'Isabelle Aboulker, avec la Cie In-Sense[22]
- 2013: Cajòn the Road, avec La Toute Petite Compagnie[23]
- 2014: Les enfants du bal, Jeunesses Musicales de France[24]
- 2016: Timon d'Athènes, de Shakespeare, avec Cyril Cotinaut, Théâtre National de Nice[25]
- 2016: Domande, de Jostein Gaarder, Teatro Dimitri, Suisse[26].
- 2017: Un Conte du Chat Perché, de Marcel Aymé et Isabelle Aboulker, avec la Cie In-Sense, Jeunesses Musicales de France[27]
- 2017: L'Arlésienne, d'Alphonse Daudet et Georges Bizet, avec l'Ensemble Agora et Anne Girouard, Opéra de Lyon [28]
- 2018: Le Casque et l'Enclume, avec Cyril Cotinaut, Théâtre National de Nice[29]
- 2019: Aurore, avec La Toute Petite Compagnie, Théâtre de Bourg-en-Bresse[30],[31]
- 2021: Démasqué.e.s, création collective avec la 1ère promotion d'élèves de Kourtrajmé, Grande Halle de la Villette, salle Boris Vian[32]
- 2022: Sortir du Lot, création collective avec la 2ème promotion d'élèves de Kourtrajmé, Les Plateaux Sauvages[33]
- 2022: Le Consentement de Vanessa Springora, adaptation théâtrale de Sébastien Davis, avec Ludivine Sagnier et Pierre Belleville. Théâtre de la Ville [34], Théâtre du Rond-Point[35], nomination aux Molières 2024[36]
- 2023: Jnoun.e.s, création collective avec la 3ème promotion d'élèves de Kourtrajmé, Théâtre du Rond-Point[37]
- 2024: Don't Disturb, de Claire Barrabès, avec la 4ème promotion d'élèves de Kourtrajmé, Centquatre-Paris[38]